# Ла-Юльп
Ла-Юльп (фр. La Hulpe, валлон. L' Elpe, нід. Tervuren) — комуна у Бельгії у провінції Валлонський Брабант. Окрім міста Ла-Юльп до складу комуни входить село Gaillemarde. Комуна розташована за 20 км на південний схід від столиці країни міста Брюссель та за 3 км від окраїн Брюссельського столичного регіону. Населення комуни становить 7441 осіб (2021), площа 15,52 км². У комуні розташована штаб-квартира міжнародного товариства SWIFT.

## Географія
Велику частину території комуни займає південна ділянка Суаньського лісу.

## Населення
Населення комуни становить 7441 осіб. Офіційна мова — французька.
- Джерело: NIS, Opm: З 1806 по 1981 рік дані подано за переписми населення; з 1990 і далі — дані на 1 січня